# Psammophora
Genre
Classification phylogénétique
Psammophora Dinter & Schwantes est un genre de plante de la famille des Aizoaceae.
Psammophora Dinter & Schwantes, in Z. Sukkulentenk. 2: 188 (1926)
Type : Psammophora nissenii (Dinter) Dinter & Schwantes (Mesembryanthemum nissenii Dinter) ; Lectotypus [Schwantes, in Z. Sukkulentenk. 3: 106 (1927)]

## Liste des espèces
- Psammophora herrei L.Bolus
- Psammophora longifolia L.Bolus
- Psammophora modesta Schwantes
- Psammophora nissenii Dinter & Schwantes
- Psammophora pillansii L.Bolus
- Psammophora saxicola H.E.K.Hartmann